# Johan Frederik van Sleeswijk-Holstein-Gottorp

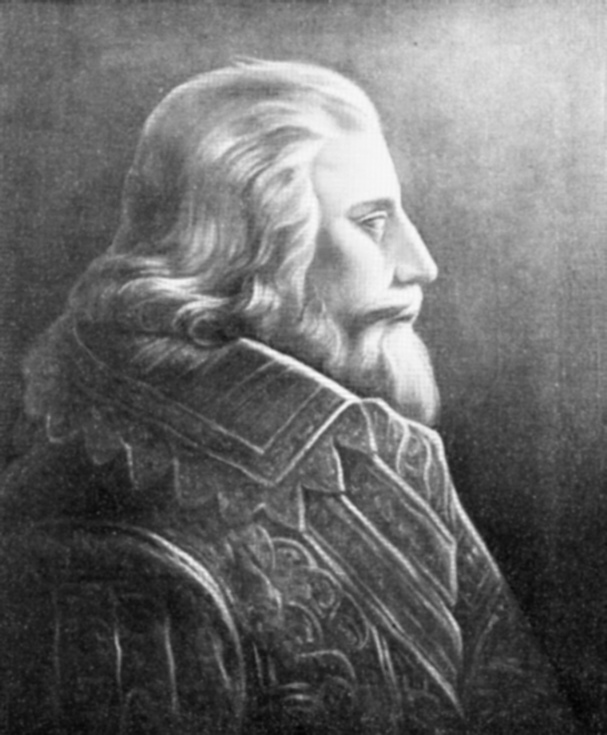
Johan Frederik van Sleeswijk-Holstein-Gottorp.

Johan Frederik van Sleeswijk-Holstein-Gottorp (Sleeswijk, 1 september 1579 - Buxtehude, 3 september 1634) was van 1596 tot aan zijn dood Lutherse aartsbisschop van Bremen, van 1607 tot aan zijn dood Luthers bisschop van Lübeck en van 1631 tot aan zijn dood Luthers bisschop van Verden. Hij behoorde tot het huis Sleeswijk-Holstein-Gottorp

## Levensloop
Johan Frederik was de jongste zoon van hertog Adolf van Sleeswijk-Holstein-Gottorp en diens echtgenote Christina, dochter van landgraaf Filips I van Hessen.
In 1590 werd zijn oudere broer Johan Adolf, die reeds van aartsbisschop van Bremen en bisschop van Lübeck was, hertog van Sleeswijk-Holstein-Gottorp. In 1593 werd hij door hem aangesteld tot kanunnik in Bremen en in 1594 werd hij diens coadjutor in het aartsbisdom Bremen. In augustus 1596 abdiceerde Johan Adolf als bisschop van Lübeck, waarna Johan Frederik hem opvolgde. De opvolging in het aartsbisdom leidde tot een zwaar conflict tussen de domkapittel van Bremen en de Staten. Uiteindelijk werd het conflict in januari 1597 bijgelegd en kregen de domkapittel en de Staten meer macht in het bisdom. In 1607 volgde hij zijn broer eveneens op als bisschop van Lübeck. In 1599 eiste Johan Frederik een deel van het hertogdom Sleeswijk-Holstein-Gottorp op, waarna hij van zijn broer Johan Adolf de districten Cismar, Tremsbüttel, Steinhorst, Oldenburg, Fehmarn en Neustadt.
In 1600 verloofde hij zich met gravin Anna Sophia van Oldenburg. Het kwam echter nooit tot een huwelijk, wat tot een proces bij het Rijkskamergerecht leidde. Hij onderhield eveneens verschillende buitenechtelijke relaties. Bij de uit Bremervörde afkomstige Anna Dobbel kreeg hij twee onwettige kinderen: een zoon Frederik en een dochter Christina. Zij werden in 1621 door keizer Ferdinand II gelegitimeerd en onder de naam von Holstein opgenomen in de adelstand.
Als aartsbisschop van Bremen was Johan Frederik een goede financiële beheerder en zorgde hij voor een betere organisatie van de overheid. Zijn poging om een consistorie op te richten mislukte echter wegens tegenstand van de Staten. Ook hield hij zich bezig met het beroerde kerkwezen, waarbij hij calvinistische neigingen vertoonde.
In de buitenlandse politiek was hij een bondgenoot van Denemarken en in 1621 stelde hij kroonprins Frederik van Denemarken aan als coadjutor van het aartsbisdom Bremen. Nadat Deense troepen zijn aartsbisdom hadden bezet en Johan Frederik naar het bisdom Lübeck moest uitwijken, koos hij in de Dertigjarige Oorlog de zijde van keizer Ferdinand II. Lübeck werd echter bezet door de troepen van generaal Johan t'Serclaes van Tilly, waarna de keizer zijn zoon Leopold Willem van Oostenrijk wilde aanstellen als bisschop en de Contrareformatie wilde doorvoeren. In 1631 nam Johan Frederik het aanbod van koning Gustaaf II Adolf van Zweden aan om een bondgenootschap te sluiten, waarna hij in 1632 met Zweedse steun het aartsbisdom Bremen en het bisdom Lübeck heroverde. In 1631 werd hij eveneens verkozen tot bisschop van Verden.
In september 1634 stierf hij op 55-jarige leeftijd.